# Lo Boixegal
Lo Boixegal és una partida del terme municipal de la Torre de Cabdella, dins del seu terme primigeni, al Pallars Jussà.
Està situat a llevant del poble d'Espui, a l'altra banda de la vall del Flamisell, a l'esquerra del barranc d'Aigüero. És en el contrafort nord-occidental del Bony d'Altars, a ponent del Tossal de Pamano. Té la partida del Ginestal al seu nord.
Rep el nom de la planta més abundosa en aquest lloc, el boix.